# لوپوینت (ایلینوی)
لوپوینت (به انگلیسی: Lowpoint) یک منطقهٔ مسکونی در ایالات متحده آمریکا است که در شهرستان وودفورد، ایلینوی واقع شده‌است. لوپوینت  ۲۱۸٫۸۵ متر بالاتر از سطح دریا واقع شده‌است.